# Ulf Holmgersson (Lejonbalk)
Ulf Holmgersson (Lejonbalk), död mellan 1395–1397, var en svensk riddare och norskt riksråd.

## Biografi
Ulf Holmgersson (Lejonbalk) var son till riddaren Holmger Magnusson (Lejonbalk) och Ingeborg. Han blev mellan 1358–1365 riddare och senast 1369 norskt riksråd. Ulf Holmgersson avled mellan 1395–1397 och begravdes i Idds kyrka i Norge.

### Egendom
Ulf Holmgersson ägde jord i Tuhundra härad i Västmanland, Norrvidinge härad och Östra härad i Småland, Vadsbo härad i Västergötland och i Norge.

### Familj
Ulf Holmgersson gifte sig senast 1386 med Cecilia Jonsdotter (Sudreimsätten) (död 1411), dotter till norska riksrådet Jon Haftorsson (Sudreimsätten) och Birgitta Knutsdotter (Tyrgils Knutssons ätt). De fick tillsammans en son och Karl Ulfsson (Lejonbalk).